# Radare2
Radare2 je souprava programů pro analýzu binárních souborů a reverzní inženýrství. Programy je možné používat z příkazového řádku a kombinovat je dohromady. Základním prvkem soupravy je disassembler, který umožňuje ze spustitelného kódu vytvářet kód v jazyce symbolických adres a který podporuje celou řadu instrukčních sad a operačních systémů. Jedná se o software naprogramovaný v Céčku. Je uvolněný pod licencí GNU LGPL, tedy se jedná o svobodný software.
Radare2 je ve vývoji od února 2006 a verze 1.0 byla vydána po deseti letech vývoje v roce 2016. Vývoj radare2 začal vývojem hexadecimálního editoru.

## Podporované formáty a instrukční sady

### Formáty
- COFF
- ELF
- Mach-O (formát Machu)
- formát konzolí Game Boy a Game Boy Advance
- MZ
- .class (formát bajtkódu Javy)
- bajtkód Luy
- bajtkód Pythonu
- formát Dalviku
- formát Xboxu
- formát Plan 9
- formát WinRARu
- souborové systémy (ext4 a jeho předchůdci, ReiserFS, HFS+, NTFS, File Allocation Table
- soubory s ladicími informacemi ve formátech DWARF a PDB

### Instrukční sady
- x86
- ARM
- AVR
- Motorola 680x0
- Ricoh 5A22
- MOS Technology 6502
- Java Virtual Machine
- MIPS
- PowerPC
- SPARC
- Z80
- UEFI
- Malbolge
- CIL
- Nios II
- SuperH
- SNES
- TMS320
- V850
- Whitespace